# G.I. Joe: Бросок кобры. Снейк Айз
«G.I. Joe: Бросок кобры. Снейк Айз» (англ. Snake Eyes: G.I. Joe Origins) — американский супергеройский фильм режиссёра Роберта Швентке в жанре боевика, вышедший в 2021 году. Является третьим фильмом в серии «G.I. Joe» и её перезапуском, а также первым фильмом запланированной кинематографической вселенной Hasbro. За основу киноленты взята линейка игрушек Hasbro и анимационный сериал G.I. Joe: Настоящий американский герой».
После того, как первоначальные съёмки проходили в Ванкувере и Японии с октября 2019 по февраль 2020 года, съёмки начались в марте 2021 года. Фильм был выпущен в Соединённых Штатах 23 июля 2021 года компанией Paramount Pictures. Фильм получил смешанные отзывы критиков, которые критиковали сценарий и монтаж, но высоко оценили работу Голдинга и сцены действия.

## Сюжет
«Снейк Айз» — прозвище юноши, отказавшегося от прежней жизни ради мести за смерть собственного отца, убитого неизвестным преступником. В поисках силы и средства ради своей мести он участвует в подпольных боях, пока его не вербует человек по имени Кента — босс Лос-Анджелеской ячейки Якудзы. По началу Снейк отказывается, но Кента даёт ему понять, что знает, кто Снейк на самом деле и что желает отомстить. Со своей стороны Кента обещает найти того убийцу для него, если тот станет работать на его банду. Снейк соглашается.
В Лос-Анджелесе Снейк, работая на мафию, тайно переправляет оружие в Японию. Но однажды Кента вызывает его к себе — Томми, друг Снейка в банде, оказался предателем, и Снейк должен публично казнить его, чтобы продемонтрировать свою верность Кента. Но вместо этого он спасает Томми и вместе с ним сбегает.
Как оказалось, Томми тоже не тот, за кого себя выдавал. Его настоящее имя — Томисабуро, и он принадлежит клану Арашикагэ, чьи воины поддерживают порядок по всей Японии. По дороге в поместье клана, Томми также рассказывает Снейку, что Кента — тоже из клана Арашикагэ, но был изгнан из него за свои амбиции. Однако Томми готов поручиться за Снейка перед кланом и принять его к себе — в благодарность за спасённую жизнь.
В Токио Снейк знакомится с лидерами клана — Сэн, его действующим матриархом, и Акико, отвечающей за безопасность, а также со Старшим и Слепым мастерами, под чьим руководством тренируют бойцов клана. Сэн верит словам Томми на счёт Снейка, но — как и для любого чужака — готова будет принять его в клан, если тот пройдёт 3 испытания. В свою очередь Акико не доверяет Снейку и предлагает ему добровольно покинуть поместье, иначе ему грозит смерть — от руки самой Акико, если тот надумает их предать, или по ходу последнего испытания, пройти которое под силу не каждому.
В первом испытании Снейк должен сразиться со Старшим Мастером и отобрать у него миску воды, при этом не пролив воду из своей. Провалив несколько первых попыток, Снейк внимает совету Томми и, усмирив свою гордость, проходит испытание без боя. Вечером того же дня Снейк едет в Токио, где тайно встречается с Кента, который тоже прибыл в Японию. Снейк докладывает, что внедрился в доверие к Арашикагэ, но при этом сомневается, что Кента сдержит своё слово, но тот отдаёт ему игральные кости, которыми владел убийца отца Снейка. Там же Кента объясняет Снейку свою цель — у клана Арашикагэ на хранении находится так называемый "Камень Солнца", дарованный их предкам богиней и служащий им символом власти. Кенто нужен этот камень, чтобы посрамить Арашикагэ и уничтожить их.
На втором испытании Снейк должен был столкнуться со своими кошмарами, а именно — с воспоминаниями о гибели отца и его убийце. Слепой Мастер объясняет ему, что второе испытание невозможно провалить — оно лишь показывает человеку его слабость, чтобы тот мог подготовить себя для прохождения последнего испытания. Позже Томми посвящает Снейка в дела клана: Арашикагэ в курсе, что Кента тоже в Токио, и недавно он провернул крупную сделку по покупке оружия у неизвестной стороны. Томми, Снейк и Акико устраивают облаву на оружейный тайник и убивают многих якудза, но Снейк, не выдавая себя, даёт сбежать Кента.
Обследуя партию оружия, герои узнают, что оно принадлежит "Кобре" — террористической организации, желающей править миром. Там же Снейк узнаёт, что клан Арашикагэ находится в союзе с "G.I. Joe" — тайным подразделением, ведущим войну с "Коброй". Акико связывается с одним из агентов "G.I. Joe" — Скарлет, и та предупреждает героев, что обнаружила в Японии одного из высокопоставленных боевиков "Кобры" — Баронессу, а значит Кента и его люди готовятся скоро ударить по Арашикагэ. Снейк понимает, что Кента втягивает его в войну тайных организации и не хочет в ней участвовать, но явившаяся на тайной встрече Баронесса даёт ему понять, что нашла и взяла в плен "мистера Августина" — убийцу отца Снейка — но может и отпустить его, если Снейк надумает предать их соглашение.
На третьем испытании Снейк должен "пройти суд" — его спускают в пещеру, где живут реликтовые гигантские анаконды: если они его не съедят, то Снейк будет признан достойным присоединиться к клану. Не сумев справиться с собственной яростью к Августину, Снейк провоцирует змей атаковать его, но того спасает Акико. Сэн, разочарованная в Снейке, изгоняет его. Перед уходом Снейк извиняется перед Томми, демонстрируя ему свою верность под видом клятвы на крови. Однако, это была уловка, посредством которой Снейк заполучил образец крови Томми, с помощью которого открывает замок хранилища, где содержится Камень Солнца. Акико пытается остановить Снейка, но тот сбегает с камнем и передаёт его в обмен на Августина. На встрече выясняется, что Камень — действующий магический артефакт, дарующий его владельцу контроль над огнём, а также что Кента согласился передать его "Кобре" в обмен на помощь с уничтожением Арашикагэ.
Акико докладывает о предательстве Снейка, и Томми вместе с ней отправляется за Камнем и головой Снейка. Тем временем Снейк встречается с пленённым Августином и хочет его убить, но тот его не узнаёт. Когда он узнаёт в Снейке сына одной из своих жертв, то признаётся, что всего лишь выполнял приказ "Кобры". Потрясённый новыми обстоятельствами его смерти, Снейк отпускает Августина и отправляется в погоню за Кента и Баронессой, что отправились штурмовать поместье Арашикаге. По пути к поместью на него нападают Томми и Акико, а также посланные за ними бандиты Кента, но им удаётся отбиться от них, заключив временное перемирие. К битве на стороне клана присоединяется и Скарлет, но проигрывает Баронессе и попадает в плен, в то время как Кента пленяет Сэн.
Решая дальнейшую судьбу клана, Баронесса напоминает Кента об их сделке, но тот предаёт её, оставляя камень себе. Чтобы остановить Кента и его людей Скарлет и Баронесса заключают временный союз и освобождают Сэн, чтобы вновь дать бой якудзе. Снейк и все его союзники атакуют Кента, но тот с помощью камня остаётся слишком сильным для них. Люди Сэн отвлекают Кента, лишая его камня, и Томми, вопреки предостережением Сэн, пытается убить его силой Камня. Выживший Кента пытается сбежать через лес, но его нагоняет Снейк и утаскивает в пещеру испытания, где его съедают змеи, в то время как сам Снейк, обуздав своих внутренних демонов, сумел выйти нетронутым.
После победы Сэн соглашается принять Снейка в клан, однако она разочарована Томми, что он нарушил одно из главных их правил — не пытаться самому воспользоваться силой Камня. В ярости Томми отрекается от Арашикагэ и покидает поместье, пообещав Снейку отомстить за его вероломство. Тем временем Скарлет раскрывает Снейку правду: его отец был одним из членов "G.I. Joe", внедрённых в ряды "Кобры" для саботажа их операций — именно поэтому Снейк не мог найти о нём настоящей информации. Там же Скарлет предлагает Снейку присоединится к её подразделению, на что тот соглашается — но лишь после того, как вернёт Томми в клан.
В сцене после титров Баронесса встречает Томми и предлагает ему вступить в "Кобру". Тот соглашается, взяв себе кодовое имя — "Стормшэдоу".

## В ролях
- Генри Голдинг — Снейк Айз
- Эндрю Кодзи — Томисабуро «Томми» Арашикагэ / Сторм Шэдоу
- Урсула Корберо — Ана ДэКобэй / Баронесса
- Самара Уивинг — Шана О`Хара / Агент Скарлет
- Харука Абе — Акико
- Такэхиро Хира — Кента
- Ико Ювайс — Старший Мастер
- Питер Менса — Слепой Мастер

## Производство
В мае 2018 года было объявлено о том, что следующий фильм по медиафраншизе G.I. Joe будет приквелом, рассказывающим о происхождении персонажа по имени Снейк Айз. В декабре продюсер Лоренцо ди Бонавентура заявил о том, что Рэй Парк, который играл этого персонажа в предыдущем фильме, не будет исполнять свою роль в этом фильме. Роберт Швентке был назначен режиссёром фильма в том же месяце.
В августе 2019 года Генри Голдинг был взят на заглавную роль, а Эндрю Коджи на роль Сторм Шэдоу. В сентябре Ико Ювайс начал переговоры о том, чтобы исполнить в фильме роль Хард Мастера, а Урсула Корберо была взята на роль Баронессы. Ювайс был утверждён в октябре, а Харука Абе, Самара Уивинг и Такехиро Хира приняты в актёрский состав фильма.

### Съёмки
Съёмки начались 15 октября 2019 года в Ванкувере и продолжались до 9 декабря. Также съёмки проходили в Японии.

## Выход
Выход фильма был намечен на 16 октября 2020 года. Первоначально его должны были выпустить 27 марта 2020. В дальнейшем намеченной датой выхода фильма стало 23 октября 2020.

## Кассовые сборы
29 июля 2021 года «Снейк Айз» собрал 18,3 миллиона долларов в США и Канаде и 4 миллиона долларов на других территориях, на общую сумму 22,3 миллиона долларов по всему миру.
В Соединённых Штатах и Канаде «G.I. Joe: Бросок кобры. Снейк Айз» был выпущен вместе с «Время» и «Джо Белл», и планировалось, что за первые выходные в 3521 кинотеатрах выручка составит около 15 миллионов долларов. Сборы фильма в премьерный уик-энд составили 13.3 миллионов долларов в США и 4 миллионов долларов в других странах. Первые выходные, хотя и совпадали с прогнозами, были сочтены разочаровывающими, учитывая дорогостоящие затраты на производство и продвижение фильма, и обвинили продолжающуюся пандемию, вялые критические отзывы и более избирательную аудиторию в отношении того, какие фильмы они смотрят дома, чем в кинотеатрах. Фильм упал на 70% до 4 миллионов долларов за выходные, заняв седьмое место, затем заработал 1,6 миллиона долларов в свои третьи выходные, опустившись на восьмое место.

### Критика
На сайте Rotten Tomatoes фильм имеет 38 % гнилья,[уточнить] основанных на 98 рецензиях, со средней оценкой 5,1/10. Консенсус критиков сайта гласит: "Отнюдь не тихий и не особенно смертоносный, «Снейк Айз» — это шаг вперёд для франшизы «G.I. Joe». На Metacritic, который присваивает средневзвешенную оценку 43 из 100 на основе 30 рецензий, фильм получил «смешанные или средние отзывы». Аудитория, CinemaScore, поставила фильму среднюю оценку «B-» по шкале от A+ до F, в то время как PostTrak сообщил, что 69 % зрителей дали фильму положительную оценку, а 46 % заявили, что определённо рекомендуют.

## Будущее
В мае 2020 года было объявлено, что в разработке находится следующий фильм, сценарий которого написали Джо Шрапнель и Анна Уотерхаус, а Голдинг повторит свою роль в роли Снейк Айза. Лоренцо ди Бонавентура вернётся в качестве продюсера, а проект станет совместным предприятием Paramount Pictures, Metro-Goldwyn-Mayer, Entertainment One, and di Bonaventura Pictures.